# Forgès
Forgès település Franciaországban, Corrèze megyében. Lakosainak száma 258 fő (2022. január 1.). Forgès Albussac, Saint-Bonnet-Elvert, Saint-Chamant, Saint-Sylvain és Lagarde-Marc-la-Tour községekkel határos.

## Népesség
A település népességének változása:
| Lakosok száma | 461  | 356  | 344  | 317  | 318  | 322  | 286  | 265  | 260  | 258  |
|               | 1968 | 1982 | 1990 | 2006 | 2013 | 2015 | 2017 | 2019 | 2020 | 2022 |